# Muntanyeta de Sant Miquel
La Muntanyeta de Sant Miquel, és un xicotet puig de calcària de 54m d'altura, apèndix semi-aïllat de la muntanya del Rabat situat al sud-oest del terme municipal de l'Alqueria de la Comtessa, en la partida alqueriana del Rabat i fitant amb el terme municipal de Rafelcofer. Al seu cim es troba un ermita dedicada a Sant Miquel Arcàngel.
Tant l'Ermita de Sant Miquel, com la muntanyeta, està situada en el terme de l'Alqueria de la Comtessa però és propietat de la parròquia de la Font d'en Carròs. D'arquitectura d'estil gòtic del segle xvi, està edificada sobre una anterior. Al seu cim hi ha restes d'una vil·la romana. Molt a prop de la Muntanyeta de Sant Miquel i les faldes del Rabat, s'han trobat alguns punts de concentració de material ceràmic íber -sembla una àrea marginal respecte al nucli original, situat al cim de la muntanya del Rabat-, pertanyents als segles II i I abans de Crist.
La seua situació estratègica al mig de la planura costanera i al costat del Camí vell de Xàtiva, que duïa de la ciutat romana de Saetabis (Xàtiva) fins al port de Diànium (Dénia), eix de comunicació d'època ibèrica, la convertixen en un punt destacat per a la implantació humana a la baixa època ibèrica i evolució als inicis de la Romanització. D'altra banda, la troballa al segle xix de dos esteles funeràries amb inscripció llatina en terme de Rafelcofer, situades al segle i, es relaciona amb la probable existència d'una necròpolis alt imperial, a prop de la muntanyeta de Sant Miquel i als voltants del Camí vell de Xàtiva.
L'existència d'una vil·la rústica alt imperial a la muntanyeta de Sant Miquel, es demostren amb unes excavacions realitzades al segle xix, que van desenterrar restes arquitectòniques monumentals (capitells i fusts de columna) i variades peces numismàtiques i ceràmiques. El jaciment es troba parcialment destrossat des d'antic per l'edifici de l'ermita de Sant Miquel. Els materials arqueològics són molt variats, la vaixella de taula importada del nord d'Itàlia (Arezzo) i del sud de França (La Graufesenque), i la vaixella de cuina de procedència africana, assenyalen dos dates que delimiten la curta vida del jaciment: el 30-25 abans de Crist i el 60-70 de l'Era cristiana.
L'activitat econòmica fonamental era l'explotació agrícola (cultiu d'oliveres, blat i vinya), si bé derivaria a altres tasques complementàries de tipus industrial (producció d'àmfores, etc.) per a la comercialització dels productes. és un jaciment clau per a l'estudi dels inicis de la romanització a la comarca de la Safor.